# Итурама
Итурама (порт. Iturama) — муниципалитет в Бразилии, входит в штат Минас-Жерайс. Составная часть мезорегиона Триангулу-Минейру-и-Алту-Паранаиба. Входит в экономико-статистический микрорегион Фрутал. Население составляет 31 852 человека на 2006 год. Занимает площадь 1401,236 км². Плотность населения — 22,7 чел./км².
Праздник города — 23 августа.

## История
Город основан 23 августа 1948 года. 

## Статистика
- Валовой внутренний продукт на 2003 год составляет 873 114 720,00 реалов (данные: Бразильский институт географии и статистики).
- Валовой внутренний продукт на душу населения на 2003 год составляет 28 665,25 реалов (данные: Бразильский институт географии и статистики).
- Индекс развития человеческого потенциала на 2000 год составляет 0,802 (данные: Программа развития ООН).